# Andranik Migranjan

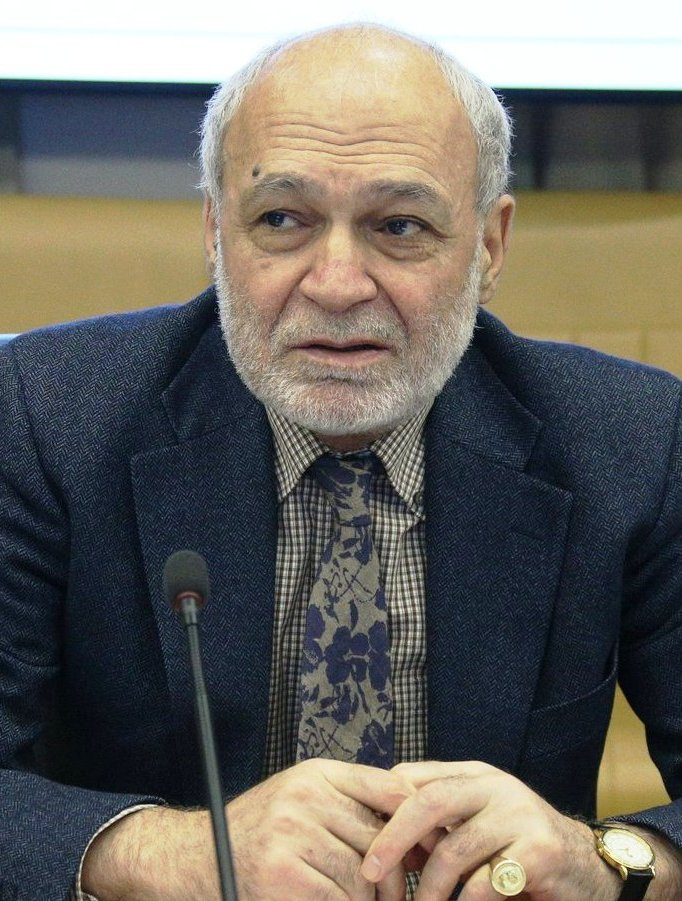
Andranik Migranjan (2021)

Andranik Migranjan (Armenisch: Անդռանիկ Միգռանյան; Russisch: Андраник Мигранян; geboren am 10. Februar 1949 in Jerewan, Armenien) ist ein russischer Politikwissenschaftler, der als Professor am Moskauer Staatlichen Institut für Internationale Beziehungen arbeitet.

## Früheres Leben
Er promovierte am Institut für Internationale Arbeiterbewegung der Sowjetischen Akademie der Wissenschaften, Moskau,  (1978). Andranik Migranyan war Gastwissenschaftler am Harriman Institute der Columbia University und an der San Diego State University. Er ist Autor einer Reihe von Artikeln, Büchern und Hunderten von Publikationen.

## Leben als Berater
In den 90er Jahren war er Berater von Boris Jelzin.
Von 1993 bis 2000 war er Mitglied des Präsidialrates der Russischen Föderation.
Von 2008 bis 2015 war er Direktor des 2007 gegründeten Instituts für Demokratie und Zusammenarbeit in New York.

## Ansichten von Migranjan
Im Jahr 2011, während des libyschen Bürgerkriegs, sagte er, dass die Chance bestehe, dass Muammar Gaddafi inhaftiert werde und nicht wie in Ägypten aus dem Land geschickt werde.
Im Jahr 2013 sagte er, dass er Raffi Hovannisian bewundere, aber nicht glaube, dass dieser ein guter Politiker sein werde.
Im Jahr 2014 diskutierte er mit Andrej Subow über die Rolle Hitlers und die Annexion der Krim durch Russland, und in einem  Artikel erklärte er, dass es einen Unterschied zwischen Hitler vor 1939 und Hitler nach 1939 gebe und dass Hitler ohne einen einzigen Tropfen Blut Deutschland mit Österreich und das Sudetenland und Memel mit Deutschland verbunden habe, was Otto von Bismarck nicht geschafft habe.
Im Jahr 2018 bezeichnete er hunderttausende Demonstranten, die an der Armenischen Samtenen Revolution teilgenommen hatten, als „Mob“ (охлос, чернь и мразь).